# Geomorfologia Kołobrzegu
Kołobrzeg położony jest w brzeżnej części Wybrzeża Trzebiatowskiego (do ujścia Parsęty). Dalej na wschód rozciąga się obszar Równiny Białogardzkiej i Wybrzeża Słowińskiego.
Dominującą cechą krajobrazu okolic Kołobrzegu jest rozczłonkowanie wysoczyzny morenowej na szereg wysp plejstoceńskich "zatopionych" w osadach akumulacji organogenicznej (“kępy wysoczyznowe” Zieleniewa, Budzistowa, Bagicza). Wysoczyzna morenowa ograniczona jest od północy brzegiem klifowym. Zachodnia część miasta położona jest w obrębie płaskiej niziny aluwialnej Grzybowa zajętej przez akumulację biogeniczną (torfowiska doliny Błotnicy). Jej powierzchnia układa się na 1,5–2 m n.p.m. Część obszaru obejmuje równinę jeziorną rozciągającą się od Kołobrzegu w kierunku Dźwirzyna. Jest ona pozostałością litorynowego jeziora przybrzeżnego rozwiniętego w obrębie rozległej późnoglacjalnej niecki wytopiskowej. Powierzchnia równiny wznosi się na wysokość do 5 m n.p.m., w jej przegłębieniach występują osady bagienne i torfy powstałe na etapie zarastania jeziora. Jezioro to zaczęło zarastać w wyniku zasypywania go przez osady eoliczne stale przemieszczającej się ku południowi akumulacji wydmowej. Obszar torfowiska okolic Kostrzewa jeszcze w ubiegłym wieku zajmowało jezioro Czarne leżące w obrębie tzw. Błot Kołobrzeskich, których powierzchnia wynosiła 2300 ha. Powierzchnia niecki dawnego jeziora wznosi się na wysokość 0,5–1,5 m n.p.m. (punktowo notowane kilkucentymetrowe depresje).
Jeziorno-bagienną depresję Grzybowa oddziela od morza wąski wał wydmowy osiągający wysokość 1–7 m n.p. plaży. Zaplecze wału charakteryzuje się występowaniem płytkiego zwierciadła wód gruntowych o dość znacznej (do 1,5 m) amplitudzie wahań rocznych. Praca przepompowni w Grzybowie i Korzystnie powoduje, iż tereny te pozostają suche. Przy wysokich stanach wód Bałtyku i maksimach opadowych poziom wód gruntowych znacznie się podnosi, tworzą się rozległe rozlewiska z podsiąkania. Zjawisko to zagraża stabilizacji wału wydmowego grożąc jego przerwaniem i powodzią sztormową. Nadmorski wał wydmowy z podcięciem klifowym o wysokości 1–4 m posiada zabudowę biologiczną. W podstawie wału wydmowego pojawiają się wychodnie torfów, a w podbrzeżu i na plaży występują toczeńce torfowe o dużych rozmiarach. Tempo abrazji (cofanie się linii brzegowej) na wydmowo-aluwialnym odcinku brzegu niziny Grzybowa ocenia się od kilku do 30 cm w skali roku. Szerokość nadmorskiego wału wydmowego zwiększa się w rejonie portu do 250 m, by ponownie zmniejszyć się na wschód od ujścia Parsęty. Wysokości pagórków wydmowych dochodzą do 8–10 m n.p.m. Na wschód od ujścia Parsęty obszar brzegu jest umocniony na całej długości masywną opaską ochronną stanowiącą ochronę nadmorskiej promenady (ścianka Larsena z betonowym cokołem) z narzutem gwiazdobloków do 1 m ponad górną krawędź ścianki. Narzut gwiazdobloków posiada szerokość 5–6 m. Na zapleczu wał wydmowy o wysokości 2–5 m z podciosem klifowym. Na wysokości OW "Arka" betonowe schody przechodzą w pirs wchodzący około 30 m w morze. Osłonę stanowi także zespół drewnianych ostróg, falochrony portowe oraz ciężka konstrukcja mola. Plaża i podbrzeże na wschód od falochronu portowego jest sztucznie zasilana urobkiem z pogłębiania toru podejściowego do portu.
Wysoczyzna morenowa wschodniej części miasta Kołobrzeg położona jest na wysokości 7–8 m n.p.m. Ograniczona od północy umocnionym brzegiem klifowym przechodzi bez wyraźnych krawędzi w dolinę przymorską. Wzdłuż kanału portowego rozciąga się strefa terenu przemysłowo-składowego z nadbrzeżami i linią kolejową. Wysokości w obrębie zatorfionej doliny przymorskiej wynoszą od 1,1 m n.p.m. w części zachodniej do 2,5 m n.p.m. pomiędzy Podczelem a Bagiczem. Nachylenie dna doliny wskazuje na odpływ wód ekstraglacjalnych ku dolinie Parsęty.
Pagórki morenowe Podczela mają wysokość 6–9 m n.p.m. i zamykają od południa nieckę słonych torfowisk Solnego Bagna. 
Na wschód od doliny Parsęty płaski obszar miasta zajmują nasypy, a wzdłuż wybrzeża rozciąga się wąski wał wydmowy wznoszący się od 3 do 6 m n.p.m. Ujście Parsęty zabudowane jest obiektami portu towarowego, rybackiego i wojennego. Uregulowane koryto rzeki posiada szerokość 60–100 m, a jego głębokości wynoszą 5–8 m. Parsęta jako jedyna z rzek przymorza posiada niewielką deltę, której stożek sypany jest w morze, a na lądzie pozostaje pod pokrywą osadów eolicznych i nasypów. Na tym odcinku wykształciły się tarasy zalewowe i akumulacyjne. Taras zalewowy ciągnie się po obu stronach rzeki osiągając wysokość 2 m. Budują go mady, torfy i piaski rzeczne. Występują w jego obrębie niewielkie, wydłużone pagórki piaszczyste – nasypy powodziowe.

## Budowa geologiczna
Miasto Kołobrzeg znajduje się na wschodnim skłonie antykliny Kołobrzegu, wysoko wypiętrzonej struktury permo-mezozoicznej pociętej siecią uskoków. Struktura ta kontynuuje się pod dnem Bałtyku. W jądrze antykliny odsłaniają się na powierzchni podczwartorzędowej utwory jury dolnej (domer, toars) i środkowej (aalen-bajos) na głębokości 25–50 m p.p.m.. Są to piaski i piaskowce z wkładkami mułowców, iłów, syderytów i węgli. Na wschodnim skrzydle antykliny występują morskie osady jury środkowej wykształcone jako piaskowce chlorytowe, mułowce, iłowce z syderytami oraz zlepieńce. W rejonie Podczela i Bagicza odsłaniają się w podłożu czwartorzędu osady wapienno-margliste jury górnej (oksford, kimeryd).
Ze strukturą antykliny Kołobrzegu wiąże się występowanie wód mineralnych ujmowanych dla celów leczniczych. Są one, obok wysokiej jakości borowiny, podstawowym surowcem leczniczym decydującym o walorach uzdrowiskowych Kołobrzegu. Należą one do reliktowych wód mezozoicznych, a odnawianie ich zasobów następuje drogą ascenzji wód słonych z poziomu triasowego i cechsztyńskiego wzdłuż linii tektonicznych. Wody te są izolowane od powierzchni i posiadają utrudniony kontakt z wodami infiltracyjnymi. W profilu osadów czwartorzędowych o miąższości 40–50 m występują trzy poziomy glacjalne reprezentujące zlodowacenie Odry, Warty i Wisły. Są to kompleksy glin zwałowych, osadów zastoiskowych i wodnolodowcowych. Najmłodsze gliny zwałowe zlodowacenia Wisły budują wysoczyznę morenową. Powierzchnia wysoczyzny, słabo urozmaicona hipsometrycznie, reprezentuje morenę denną płaską. Większe deniwelacje w obrębie wysoczyzny notuje się w rejonie Zieleniewa i Budzistowa. W stropie glin zwałowych występują często lodowcowe piaski gliniaste oraz piaszczysto-mułkowe osady jeziorne i organiczne (torfy, namuły) wypełniające różnej wielkości zagłębienia wytopiskowe po martwym lodzie. W obrębie doliny przymorskiej (dolina marginalna wód roztopowych) fragmentarycznie na powierzchni terenu, a przeważnie pod pokrywą torfów występują piaski i żwiry wodnolodowcowe, których powstanie wiąże się z późnoglacjalnym odpływem wód roztopowych i inicjalnym etapem tworzenia się sieci rzecznej. W obrębie równiny jeziornej na zachód od Kołobrzegu występują piaski z domieszką humusu podścielone serią mułkowo-ilastą z cienkimi wkładkami namułów organicznych. Akumulacja tych osadów rozpoczęła się na u schyłku plejstocenu (zagłębienia po martwym lodzie) i kontynuowała się w holocenie. W okresie litorynowym w wyniku podniesienia się poziomu morza zostały zalane najniżej położone obszary w rejonie ujścia Parsęty. Powstały wówczas mułki i iły jeziorne. W okresie subborealnym i subatlantyckim miała miejsce intensywna akumulacja torfów oraz zasypywanie jezior i osadów przez powoli i ustawiczne przemieszczającą się wraz z cofaniem brzegu akumulację eoliczną. We wschodniej części miasta osady jeziorne występują pod warstwą nasypów mineralnych na głębokości od 4,0 do 14,0 m. Wzdłuż wybrzeża uformował się wąski pas osadów akumulacji eolicznej budujących nadmorski wał wydmowy oraz pokrywy piasków eolicznych stopniowo przemieszczające się ku południowi i zasypujące płytkie torfowiska. W ujściowym odcinku doliny Parsęty rozwinęły się tarasy zalewowe zbudowane z piasków drobnoziarnistych przewarstwionych madami. Mady reprezentują typ facji powodziowej. Ich geneza wiąże się ze zjawiskiem cofki powodującej wlewy odmorskie w ujściowym odcinku rzeki. Podobną sytuację można obserwować w rejonie Radzikowskiego Przedmieścia, gdzie w wyniku silnych powodzi nastąpiło rozmycie wału i zalanie najniżej położonych obszarów. Miąższość osadów facji powodziowej dochodzi do 2 m. W strefie powodziowej w obrębie doliny Parsęty występują niewielkie wydłużone pagórki piaszczyste - naspy powodziowe. Budują je piaski drobnoziarniste z domieszką różnoziarnistych o miąższości do 2 m.
Przymorską dolinę wód roztopowych wypełniają torfy. Osady te występują również w obrębie zagłębień i niecek wytopiskowych na wysoczyźnie, na równinie jeziornej i tarasie zalewowym w dolinie Parsęty. Eksploatacja torfów niskich na cele balneologiczne (torf borowinowy) odbywa się na złożu "Mirocice".